# Manfred Schwerin
Manfred Schwerin  (* 22. April 1950 in Klötze, Altmark) ist ein deutscher Biologe. Er war Hochschullehrer für Tierzucht und Produktkunde an der Universität Rostock sowie langjähriger Leiter des Forschungsinstituts für Nutztierbiologie in Dummerstorf.

## Leben und Wirken
Im Jahr 1950 in der Altmark geboren, studierte Manfred Schwerin von 1970 bis 1975 Biologie an der Universität Rostock und promovierte 1978 an der Akademie für Landwirtschaftswissenschaften in Berlin.
1991 habilitierte er an der Naturwissenschaftlichen Fakultät der Universität Rostock auf dem Gebiet Genetik und übernahm die Leitung des Forschungsbereichs Molekularbiologie am Forschungsinstitut für die Biologie landwirtschaftlicher Nutztiere in Dummerstorf.
Von 2003 bis 2015 war Manfred Schwerin Inhaber des Lehrstuhls für Tierzucht an der Agrar- und Umweltwissenschaftlichen Fakultät der Universität Rostock und gleichzeitig Vorstand des Leibniz-Institutes für Nutztierbiologie (FBN) in Dummerstorf.

## Forschungsengagements
Manfred Schwerin gilt als einer der Wegbereiter der molekularen Tierzucht und der Genomanalyse. Als Wissenschaftler wirkte er in vielen nationalen und internationalen Gremien wie im Bioökonomierat der Bundesregierung oder der internationalen Beratergruppe des Institut national de la recherche agronomique (INRA) mit sowie als Fachgutachter unter anderem der Deutschen Forschungsgemeinschaft und der Europäischen Union. Die Ergebnisse seiner vielfältigen Forschungsarbeiten sind in mehr als 300 wissenschaftlichen Publikationen dokumentiert und stellen wesentliche Beiträge der Weiterentwicklung auf dem Gebiet der modernen Tierzuchtforschung dar. In seiner zwölfjährigen Amtszeit hat Schwerin den traditionsreichen Forschungsstandort Dummerstorf durch eine strategische Neuausrichtung und den weiteren Ausbau der Infrastruktur als einen leistungsstarken und anerkannten Wissenschaftsstandort innerhalb der Leibniz-Gemeinschaft ausgebaut.

## Publikationen (Auswahl)
- J. Brenmoehl, C. Walz, U. Renne, S. Ponsuksili, I. Wolf, M. Langhammer, A. Hoeflich, M. Schwerin: Metabolic Adaptations in the Liver of Born Long Distance Running Mice. In: Med Sci Sports Exerc. 45, 2013, S. 841–850.
- S. Altmann, E. Murani, C. C. Metges, M. Schwerin, K. Wimmers, S. Ponsuksili: Effect of gestational protein deficiency and excess on hepatic expression of genes related to cell cycle and proliferation in offspring from late gestation to finishing phase in pig. In: Mol Biol Rep. 39, 2012, S. 7095–7104.
- B. Brand, A. Hartmann, D. Repsilber, B. Griesbeck-Zilch, O. Wellnitz, C. Kühn, S. Ponsuksili, H. H. D. Meyer, M. Schwerin: Comparative expression profiling of E. coli and S. aureus inoculated primary mammary gland cells sampled from cows with different genetic predispositions for somatic cell score. In: Genet Sel Evol. 43, 2011, S. 24–33.
- M. Schwerin, B. Kurts-Ebert, M. Beyer, H. Swalve, P. Junghans: Temporary consumption of diet with unbalanced amino acid pattern affects long-lasting growth retardation correlated with oxidative stress response associated gene expression in juvenile pigs. In: Clin Nutr. 27, 2008, S. 781–789.
- M. Schwerin, U. Dorroch, M. Beyer, H. Swalve, C. C. Metges, P. Junghans: Dietary Protein modifies hepatic gene expression associated with oxidative stress responsiveness in growing pigs. In: FASEB J. 16, 2002, S. 1322–1324.
- T. Goldammer, S. Kata, R. Brunner, U. Dorroch, H. Sanftleben, M. Schwerin, J. E. Womack: A comparative radiation hybrid map of the bovine chromosome 18 and homologous chromosomes in human and mice. In: Proc Natl Acad Sci U S A. 99, 2002, S. 2106–2111.

## Ehrungen und Auszeichnungen
- 2012 Auszeichnung mit der Hermann-von-Nathusius-Medaille der Deutschen Gesellschaft für Züchtungskunde (DGfZ)[4]
- 2015 Ehrendoktorwürde der Universität Kiel[5]